# Григорян, Амаяк Саакович
Амая́к Саа́кович Григоря́н (арм. Հմայակ Սահակի Գրիգորյան; 1908—1975) — армянский советский организатор сельскохозяйственного производства. Герой Социалистического Труда (1950). Участник Великой Отечественной войны.

## Биография
Амаяк Саакович Григорян родился в 1908 году в селе Арени Эриванской губернии Российской империи (ныне в Вайоцдзорской области Республики Армения), в нищей семье сельского рабочего. Был старшим среди четверых детей семьи. Отец Амаяка, для обеспечения своей семьи, переехал в город Баку, где был рабочим. Став большевиком, в 1918 году он вернулся в родное село, где был арестован дашнаками, а в 1920 году — убит. Семья Амаяка была выселена из села, и вернулась туда после установления советской власти в Армении.
Амаяк Григорян некоторое время занимался батрачеством, а после основания колхоза в селе Арени стал колхозником. В 1921 году он вступил в ряды ВЛКСМ. В октябре 1929 года Григорян был призван в ряды Рабоче-крестьянской Красной армии. В течение года он учился в школе подготовки младшего командного состава, с окончанием которой получил звание командира артиллерийского орудия. В 1932 году вступил в ряды ВКП(б)/КПСС. В августе того же года был демобилизован. Вернувшись в родное село Арени, Амаяк Григорян был назначен бригадиром полеводческой бригады местного колхоза имени Калинина. С 1934 года Григорян был председателем сельского Совета Арени. Проявив себя с лучшей стороны, через некоторое время Григорян был избран председателем правления колхоза имени Калинина Микояновского района Армянской ССР.
С началом Великой Отечественной войны в октябре 1941 года Амаяк Григорян был призван в ряды Рабоче-крестьянской Красной армии. Служил в составе 25-го гвардейского минометного полка в качестве номера орудийного 223-го отдельного гвардейского миномётного дивизиона. С мая 1942 года он проходил службу на Южном фронте. 25 сентября 1942 года был ранен под городом Владикавказом. С сентября того же года по февраль 1943 года Григорян служил на Закавказском фронте, после чего — на Северо-Кавказском фронте войны. 26 мая 1943 года, когда огневые позиции дивизиона были под сильным миномётным и артиллерийским обстрелом, гвардии сержант Григорян непрерывно снаряжал орудие. В результате контратака немцев была отражена. За проявленную доблесть Григорян был награждён медалью «За отвагу».
В июне 1943 года Григорян вновь был ранен и направлен в госпиталь. После выздоровления с ноября 1943 года он служил в Отдельной Приморской армии в составе 49-го гвардейского миномётного Феодосийского краснознамённого полка как телефонист 271-го гвардейского миномётного дивизиона, участвовал в освобождении Крыма и Крымской наступательной операции. 16 марта 1944 года в районе Аджи-Мушкай гвардии сержант Григорян, в условиях сильного артиллерийского обстрела, устранил 14 порывов телефонной линии, обеспечив своевременную передачу команд. 23 апреля 1944 года в окрестностях деревни Комары, также находясь под сильным артиллерийским обстрелом, обеспечил бесперебойную связь командно-наблюдательного пункта с огневой позицией. За эти заслуги Григорян был награждён второй медалью «За отвагу».
С июля 1944 года гвардии сержант Григорян служил на 1-м Прибалтийском фронте как старший телефонист 3-го дивизиона 49-го гвардейского миномётного полка. С 24 января 1945 года Григорян, как линейный надсмотрщик на телефонной линии, в течение двух суток обеспечивал бесперебойную связь несмотря на ожесточённый обстрел противника. Во время выхода на линию он обнаружил один танк и два транспортёра противника и рискуя жизнью поспособствовал уничтожению вражеской техники. 23 февраля 1945 года, в районе города Прискуле, во время боя устранил 8 порывов телефонной линии. За проявленное мужество Григорян был награждён орденом Красной Звезды. Он был демобилизован из Красной армии в Берлине.
Вернувшись в Арени, в ноябре 1945 года Амаяк Григорян вновь был избран председателем колхоза имени Калинина Микояновского района Армянской ССР. В годы руководства Григоряна в колхозе в значительной степени была повышена урожайность сельскохозяйственных культур и продуктивность животноводства. К 1949 году под руководством Григоряна на отдельной площади 15 гектаров был получен рекордный урожай табака сорта «Самсун» — 23 центнеров с каждого гектара.
Указом Президиума Верховного Совета СССР от 17 августа 1950 года за получение высоких урожаев табака при выполнении колхозами обязательных поставок и контрактации по всем видам сельскохозяйственной продукции, натуроплаты за работу МТС в 1949 году и обеспеченности семенами всех культур в размере полной потребности для весеннего сева 1950 года Амаяку Сааковичу Григоряну было присвоено звание Героя Социалистического Труда с вручением ордена Ленина и золотой медали «Серп и Молот».
В дальнейшем Амаяк Григорян занимал должности управляющего закупочной конторой Ехегнадзорского района Армянской ССР и председателя животноводческого колхоза села Елпин. С февраля 1960 года Григорян был председателем колхоза имени Карла Маркса села Ахавнадзор.
Амаяк Саакович Григорян также вёл активную общественную деятельность. Он избирался депутатом Верховного Совета Армянской ССР II—IV созывов.

## Награды
- Герой Социалистического Труда (Указ Президиума Верховного Совета СССР от 17 августа 1950, орден Ленина и медаль «Серп и Молот») — за получение высоких урожаев табака при выполнении колхозами обязательных поставок и контрактации по всем видам сельскохозяйственной продукции, натуроплаты за работу МТС в 1949 году и обеспеченности семенами всех культур в размере полной потребности для весеннего сева 1950 года[10].
- Ещё два ордена Ленина (16.04.1949, 2.06.1952)[10].
- Орден Красной Звезды (19.03.1945)[2].
- Две медали «За отвагу» (15.06.1943, 30.04.1944)[6][7].
- Медаль «За оборону Кавказа»[10].

## Комментарии
1. ↑  В приказе о награждении медалью «За отвагу» указана фамилия Григорьян и отчество Сагович.
2. ↑  В приказе о награждении медалью «За отвагу» указана фамилия Григорьян и отчество Сакович.
3. ↑  В приказе о награждении орденом Красной Звезды указана фамилия Григорьян.